# Lijst van burgemeesters van Schelluinen
Dit is een lijst van burgemeesters van de voormalige Nederlandse gemeente Schelluinen (provincie Zuid-Holland) tot die gemeente op 1 januari 1986 opging in de nieuwe gemeente Giessenlanden, die in 2019 opging in de nieuwe gemeente Molenlanden.
| Ambtsperiode | Naam burgemeester            | Partij of stroming | Bijzonderheden |
| ------------ | ---------------------------- | ------------------ | --- |
| 18?? - 18??  |                              |                    | |
| 18?? - 1846  | J. Gelderblom                |                    | |
| 1846 - 1852  | E. de Kuiper                 |                    | |
| 1852 - 1894  | Johannes Diderik van Slijpe  |                    | tijdens (een deel van) deze periode tevens burgemeester van Ottoland, Laagblokland, Giessen-Nieuwkerk, Goudriaan, Nederslingeland en Peursum |
| 1894 - 1924  | H.H.D. van Slijpe            |                    | tevens burgemeester van Giessen-Nieuwkerk en Peursum                                                                                         |
| 1924 - 1946  | J.G. Diepenhorst             | ARP                | tevens burgemeester van Giessen-Nieuwkerk en Peursum, eerder burgemeester van Tholen en Poortvliet                                           |
| 1947 - 1950  | R. Sterk                     |                    | tevens burgemeester van Giessen-Nieuwkerk en Peursum                                                                                         |
| 1951 - 1966  | Nicolaas (N.) van der Brugge | ARP                | sinds 1951 burgemeester van Giessen-Nieuwkerk, Peursum en Schelluinen en vanaf 1 januari 1957 burgemeester van Giessenburg en Schelluinen    |
| 1966 - 1982  | Cornelis (C.) Nieuwenhuizen  | ARP / CDA          | tevens burgemeester van Giessenburg, eerder waarnemend burgemeester van Nieuwe Tonge en Stad aan 't Haringvliet                              |
| 1982 - 1986  | Cees (C.) Bakker             | CDA                | waarnemend burgemeester van Giessenburg en Schelluinen, vanaf 1978 al burgemeester van Ameide en Tienhoven                                   |